# 莫斯科中央临床医院
莫斯科中央临床医院是位于俄罗斯莫斯科孔策沃区，克林姆林宫以西14公立的一座戒备森严的医院，被认为是俄罗斯最好的医院。守卫工作由联邦警卫局负责。其患者是俄罗斯及苏联时期政治、商业、文化和科学界的精英人士，现在也接待一般患者。